# هارولد إم. كلارك
هارولد إم. كلارك (بالإنجليزية: Harold M. Clark)‏ هو طيار أمريكي، ولد في 4 أكتوبر 1890 في سانت بول في الولايات المتحدة، وتوفي في 2 مايو 1919 في Miraflores (Panama) ‏.